# Grzegorz Młodzikowski

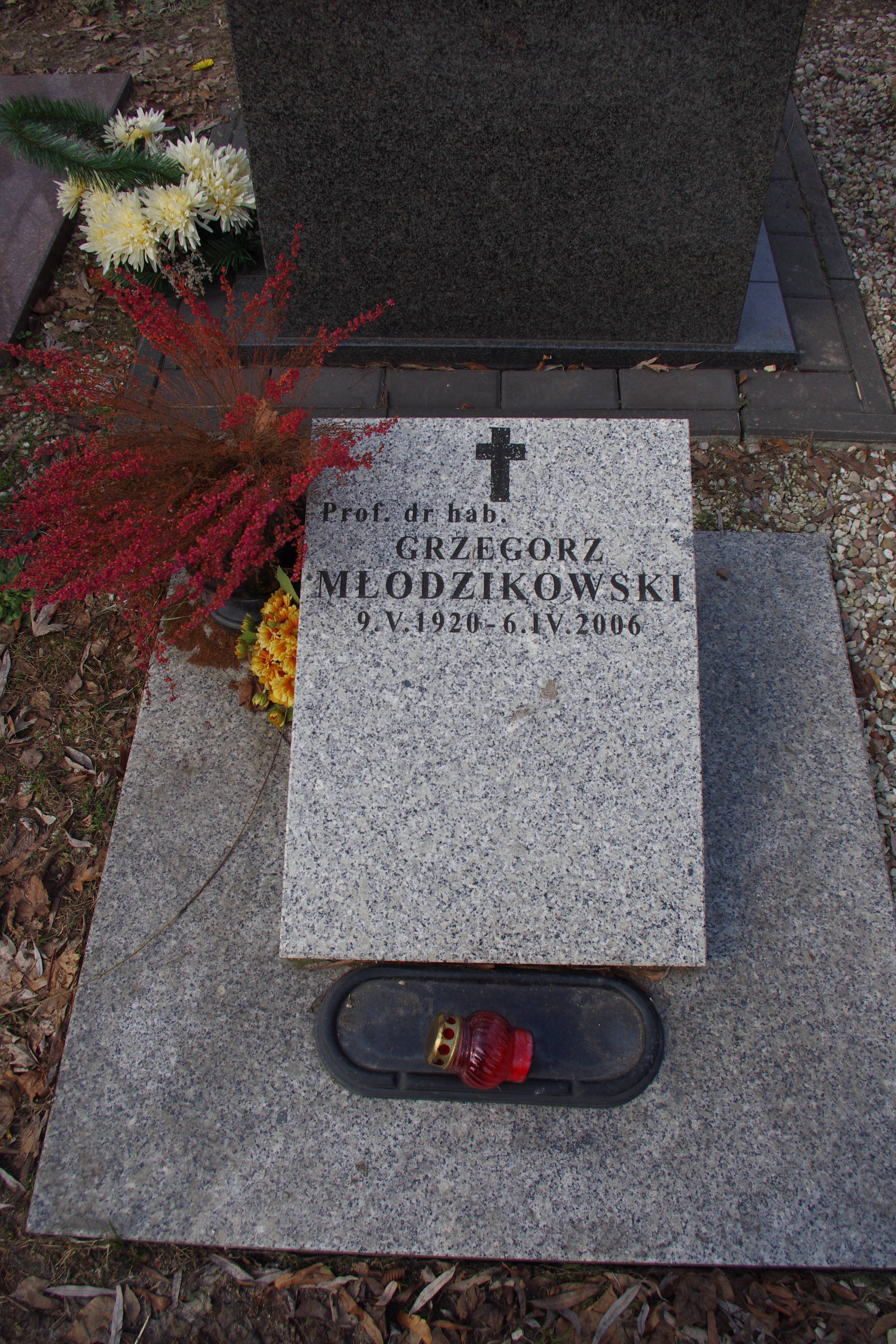
Grób Grzegorza Młodzikowskiego na Cmentarzu Wojskowym na Powązkach

Grzegorz Młodzikowski (ur. 9 maja 1920 w Toruniu, zm. 6 kwietnia 2006 w Warszawie) – polski naukowiec, profesor, doktor habilitowany nauk wychowania fizycznego w zakresie nowożytnej historii sportu. 

## Kariera
Do 1972 pracownik naukowo-dydaktyczny Akademii Wychowania Fizycznego w Warszawie, kierownik Pracowni Olimpizmu i Polityki Społecznej, dyrektor Instytutu Nauk Humanistycznych. W latach 1972–1976 pełnił funkcję rektora gdańskiej Wyższej Szkoły Wychowania Fizycznego. Po 1976 wrócił do pracy w warszawskiej Akademii Wychowania Fizycznego. Był członkiem Międzynarodowej Akademii Olimpijskiej, Międzynarodowego Komitetu Historii Sportu i Wychowania Fizycznego (CIEPS), wiceprezesem Polskiego Komitetu Olimpijskiego i członkiem zarządu tej organizacji, wiceprezesem Polskiego Związku Narciarskiego. Pełnił funkcję redaktora naczelnego „Wychowania Fizycznego i Historii Sportu”. Jest pochowany na Cmentarzu Wojskowym na Powązkach (kwatera N II rząd 2, grób 5).

## Książki
- 20 olimpiad ery nowożytnej (1974, nagrodzona Wawrzynem Olimpijskim PKOl),
- Polityka i sport (1979)